# Galáxia do Compasso

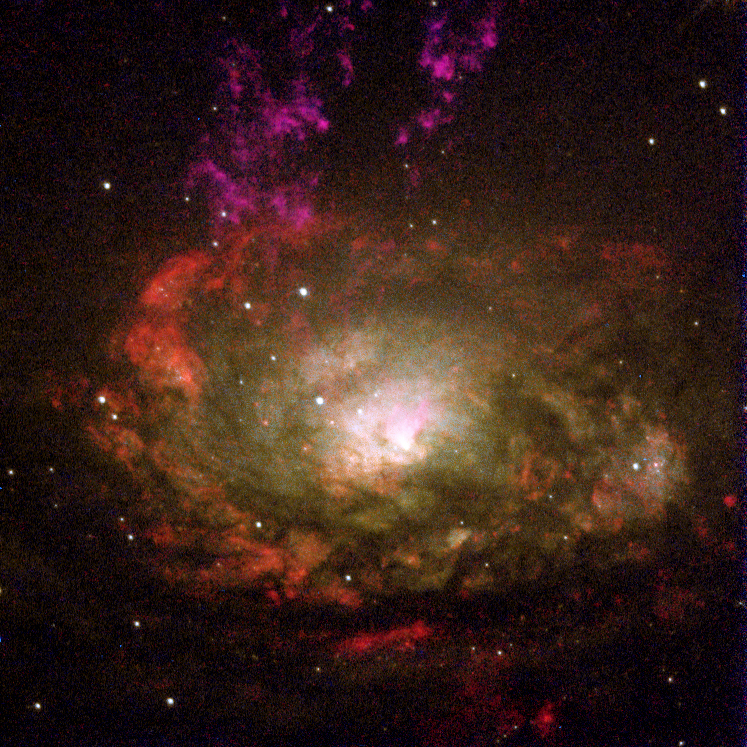
Galáxia do Compasso.

A Galáxia do Compasso (ESO 97-G13) é uma galáxia Seyfert na constelação de Circinus - e uma das mais próximas à Via Láctea (ver também NGC 185). Está apenas quatro graus abaixo do plano galáctico, e 13 milhões de anos-luz de distância. A galáxia está passando por mudanças tumultuosas, como anéis de gás estão sendo ejetados da galáxia. O anel mais externo é de 700 anos-luz do centro da galáxia e o anel interno é de 130 anos-luz para fora. Embora a galáxia do Compasso pode ser visível usando um pequeno telescópio, não foi encontrada até 1977, porque fica perto do plano da Via Láctea e é obscurecida por poeira galáctica. A galáxia do Compasso é uma galáxia Seyfert de tipo II e é uma das mais próximas galáxias ativas conhecidas da Via Láctea, embora seja provavelmente um pouco mais longe do que Centaurus A.
A galáxia do Compasso foi o lar da SN 1996cr, que foi identificada mais de uma década depois que explodiu. A supernova foi escolhida pela primeira vez em 2001 como um objeto brilhante, variável em uma imagem Chandra, mas não foi confirmada como uma supernova até anos mais tarde.
A galáxia do Compasso é uma das doze grandes galáxias (o "Conselho de Gigantes") que cercam o Grupo Local na Folha Local.